# Johny Thio
Johny Thio (Roeselare, 1944. szeptember 2. – Hooglede, 2008. augusztus 4.) Európa-bajnoki bronzérmes belga labdarúgó, csatár, középpályás.
Részt vett az 1972-es belgiumi Európa-bajnokságon.

## Sikerei, díjai
Belgium
- Európa-bajnokság
  - bronzérmes: 1972, Belgium

 Club Brugge KV
- Belga bajnokság
  - bajnok: 1972–73
- Belga kupa
  - győztes: 1968, 1970